# Hồ Trọng Ngũ
Hồ Trọng Ngũ (sinh ngày 12 tháng 1 năm 1958) là một tướng lĩnh Công an nhân dân Việt Nam, Giáo sư, Tiến sỹ, Thiếu tướng, Nguyên Phó chủ nhiệm Ủy ban Quốc phòng – An ninh của Quốc hội nước CHXHCN Việt Nam, Nguyên Phó Giám đốc Học viện Cảnh sát Nhân dân.

## Tiểu sử và quá trình công tác
Ông sinh ngày 12 tháng 1 năm 1958 tại Đại Nài, Thạch Hà, Hà Tĩnh.
Ông từng giữ các chức vụ, Đảng ủy viên, Đại tá, Cục trưởng Cục X24, Tổng biên tập Tạp chí Công an nhân dân; Thiếu tướng, Phó chủ nhiệm Ủy ban Quốc phòng và An ninh của Quốc hội; Phó giám đốc Học viện cảnh sát nhân dân.Được phong Phó giáo sư 1996, Giáo sư 2007.

## Đại biểu Quốc hội
Ông là đại biểu Quốc hội Việt Nam khóa XII Đoàn Ninh Thuân, khóa XIII đoàn Vĩnh Long.
Tên thường gọi: Hoàng Trọng
Trình độ chính trị: Cao cấp lý luận chính trị
Trình độ chuyên môn: Giáo sư, Tiến sỹ Luật học
Nghề nghiệp, chức vụ: Phó chủ nhiệm Uỷ ban Quốc phòng và An ninh của Quốc hội, Thành viên Đoàn thư ký kỳ họp,  Ủy viên Hội đồng khoa học của Ủy ban Thường vụ Quốc hội Ủy viên Trung ương Hội Luật gia Việt Nam,
Nơi làm việc: Ủy ban Quốc phòng và an ninh của Quốc hội
Ngày vào đảng: 1/3/1984
Nơi ứng cử: Ninh Thuận( Khóa XII), Vĩnh Long (Khóa XIII)
Đại biểu Quốc hội khoá: XII,XIII
Đại biểu chuyên trách: Trung ương
Đại biểu Hội đồng Nhân dân: Không

## Khen thưởng
Huân chương Quân công hạng Nhất , Huy chương vì sự nghiệp KH và CN;, Huy chương vì an ninh Tổ quốc các hạng nhất, nhì, ba; Kỷ niệm chương Hội luật gia Việt Nam, Kỷ niệm chưng vì sự nghiệp dân vận. Kỷ niệm chương vì sự nghiệp Giao thông vận tải, ..